# Cleistocactus acanthurus
Cleistocactus acanthurus är en kaktusväxtart som först beskrevs av Vaupel, och fick sitt nu gällande namn av David Richard Hunt. Cleistocactus acanthurus ingår i släktet Cleistocactus, och familjen kaktusväxter.

## Underarter
Arten delas in i följande underarter:
- C. a. acanthurus
- C. a. faustianus
- C. a. pullatus

## Bildgalleri

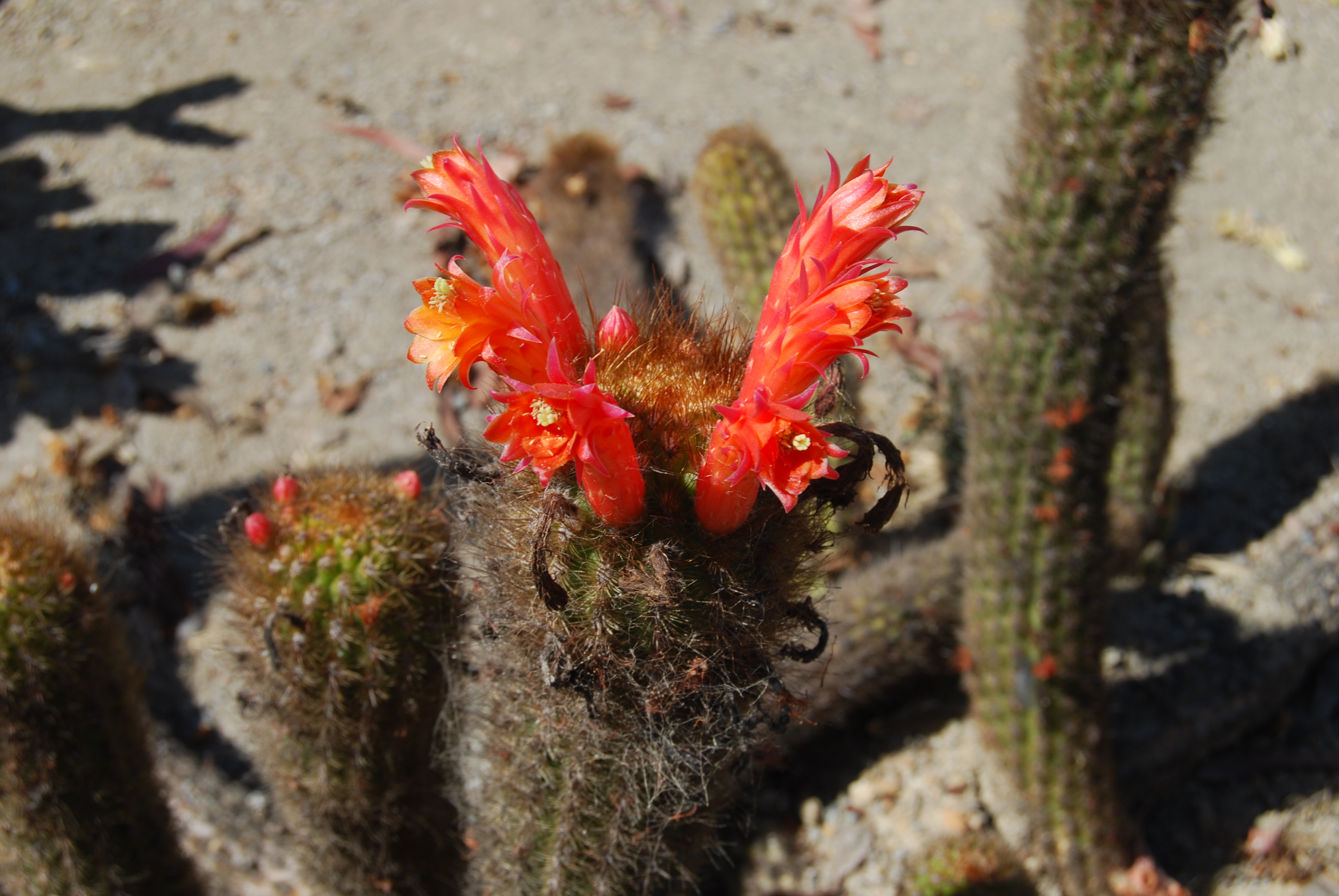
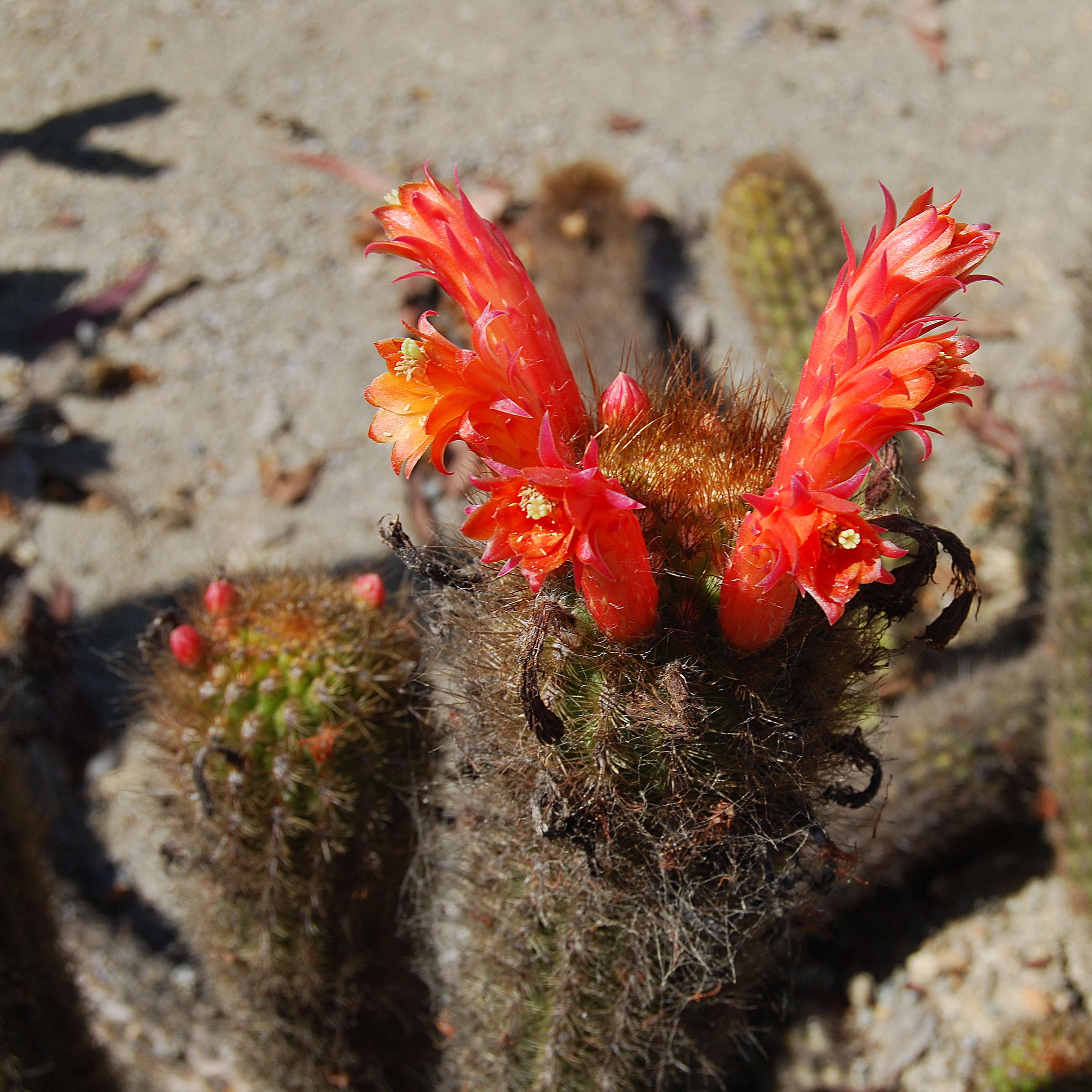
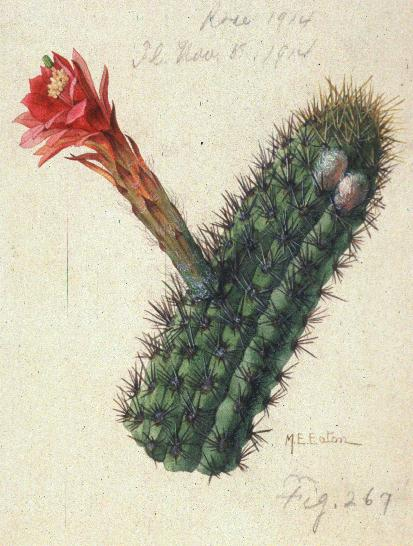
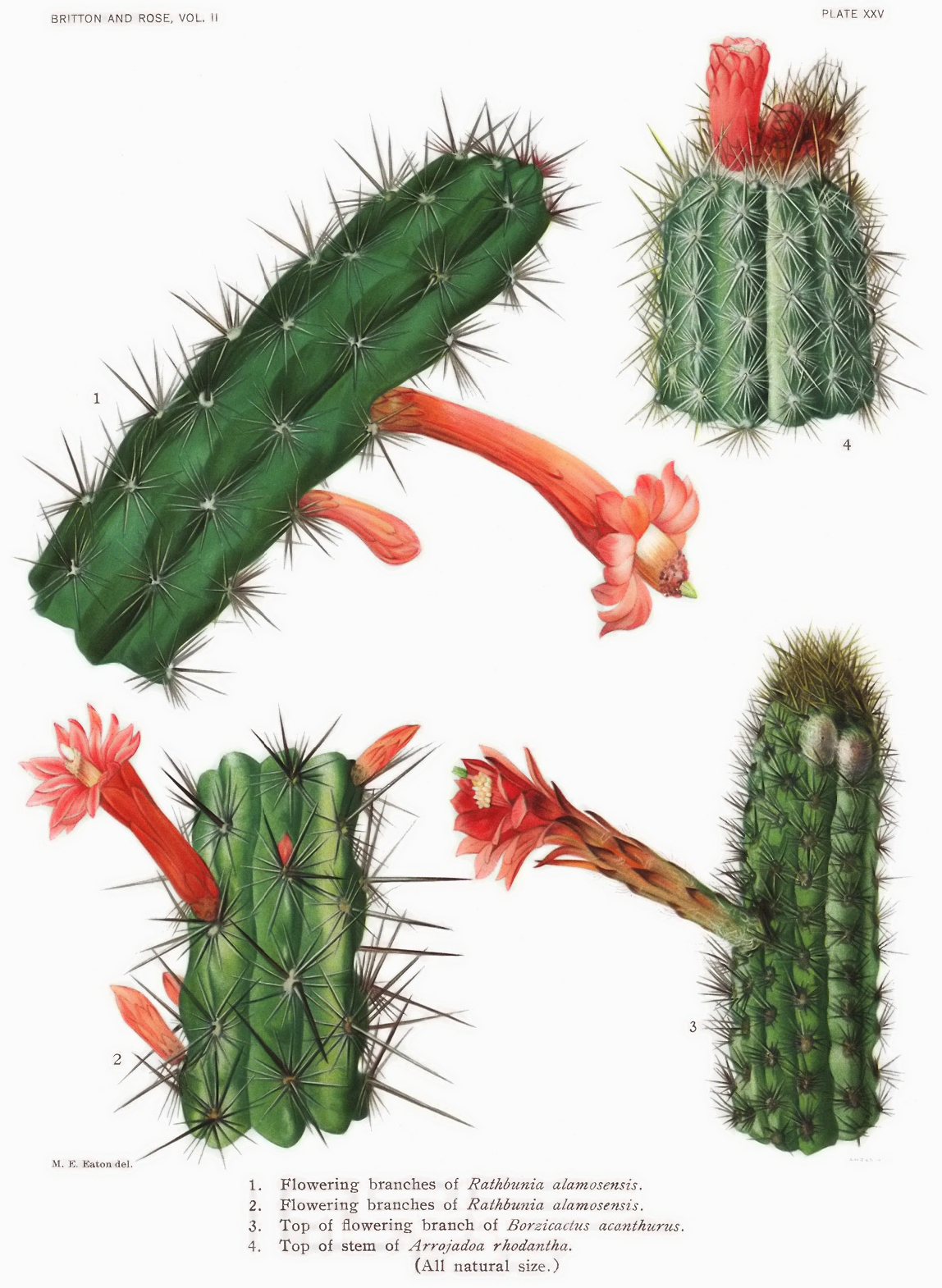